# John Edmund Fitzmaurice
John Edmund Fitzmaurice (* 8. Januar 1839 in Newton-Sanders, Irland; † 18. Juni 1920 in Erie, Pennsylvania)  war ein US-amerikanischer römisch-katholischer Geistlicher. Fitzmaurice war Bischof des Bistums Erie.

## Leben
John Fitzmaurice wuchs bis zu seinem 19. Lebensjahr in Irland heran; 1858 kam er in die Vereinigten Staaten. Er studierte am St. Charles Borromeo Seminary in Overbrook, Pennsylvania. Am 21. Dezember 1862 wurde er von Bischof James Frederick Wood zum Priester geweiht. Von 1862 bis 1886 diente Fitzmaurice als Kaplan an zwei Kirchen in Philadelphia; danach wurde er Rektor des St. Charles Borromeo Seminary. Sein Neffe Edmond Fitzmaurice wurde 1920 ebenfalls Rektor des Seminars.
Papst Leo XIII. ernannte Fitzmaurice am 14. Dezember 1897 zum Koadjutor-Bischof von Erie und Titularbischof von Amisus. Die Bischofsweihe spendeten ihm am 24. Februar 1898 Erzbischof Patrick John Ryan und die Mitkonsekratoren, die Bischöfe Ignatius Frederick Horstmann und Edmond Francis Prendergast. Nach dem Rücktritt des Bischofs Tobias Mullen übernahm Fitzmaurice am 15. September 1899 das Bistum Erie.
Fitzmaurice war danach 21 Jahre lang Bischof. Er starb 81-jährig im Juni 1920.
John Edmund Fitzmaurice war der Onkel von Edmond John Fitzmaurice, der von 1925 bis 1960 als Bischof des Bistums Wilmington in Delaware amtierte.